# Траванган (остров)
Траванган (индон. Trawangan) — небольшой остров у северо-западного побережья острова Ломбок (Индонезия), самый крупный в составе группы трёх островов Гили и наиболее удалённый от Ломбока. Площадь Траванган составляет около 7 км². Коренное население острова насчитывает около 1000 человек. Основная этническая группа — сасаки.

## История
Долгое время на острове не было постоянных жителей из-за отсутствия пресной воды. Туризм на острове стал развиваться в 1980-х годах и в настоящее время является основной индустрией и причиной, по которой на острове появилось постоянное население.
Многие туристы сначала совершали на Траванган лишь однодневные поездки. Из-за отсутствия инфраструктуры и снабжения пресной водой длительное пребывание на острове было затруднительным. Увидев потенциал, а именно богатую морскую фауну и удобное расположение недалеко от Бали, правительство Индонезии инвестировало в инфраструктуру Траванган и двух соседних островов — Гили Мено и Гили Аир. Это дало толчок к развитию и популярности этих островов.

## Культура
Как и на других островах Гили, по Траванган не разрешается передвигаться на моторизированных транспортных средствах. Основными средствами передвижения являются велосипед, повозка на конной тяге и электроскутер.
95 % жителей острова Траванган исповедуют ислам.

## Язык
Сасакский язык, который был главным языком острова долгое время, постепенно угасает, особенно среди жителей моложе 25 лет. Наличие иностранных и местных туристов, говорящих на индонезийском, оказывает своё влияние. Местные власти Траванган предпринимают действия по сохранению и популяризации сасакского языка.

## Галерея

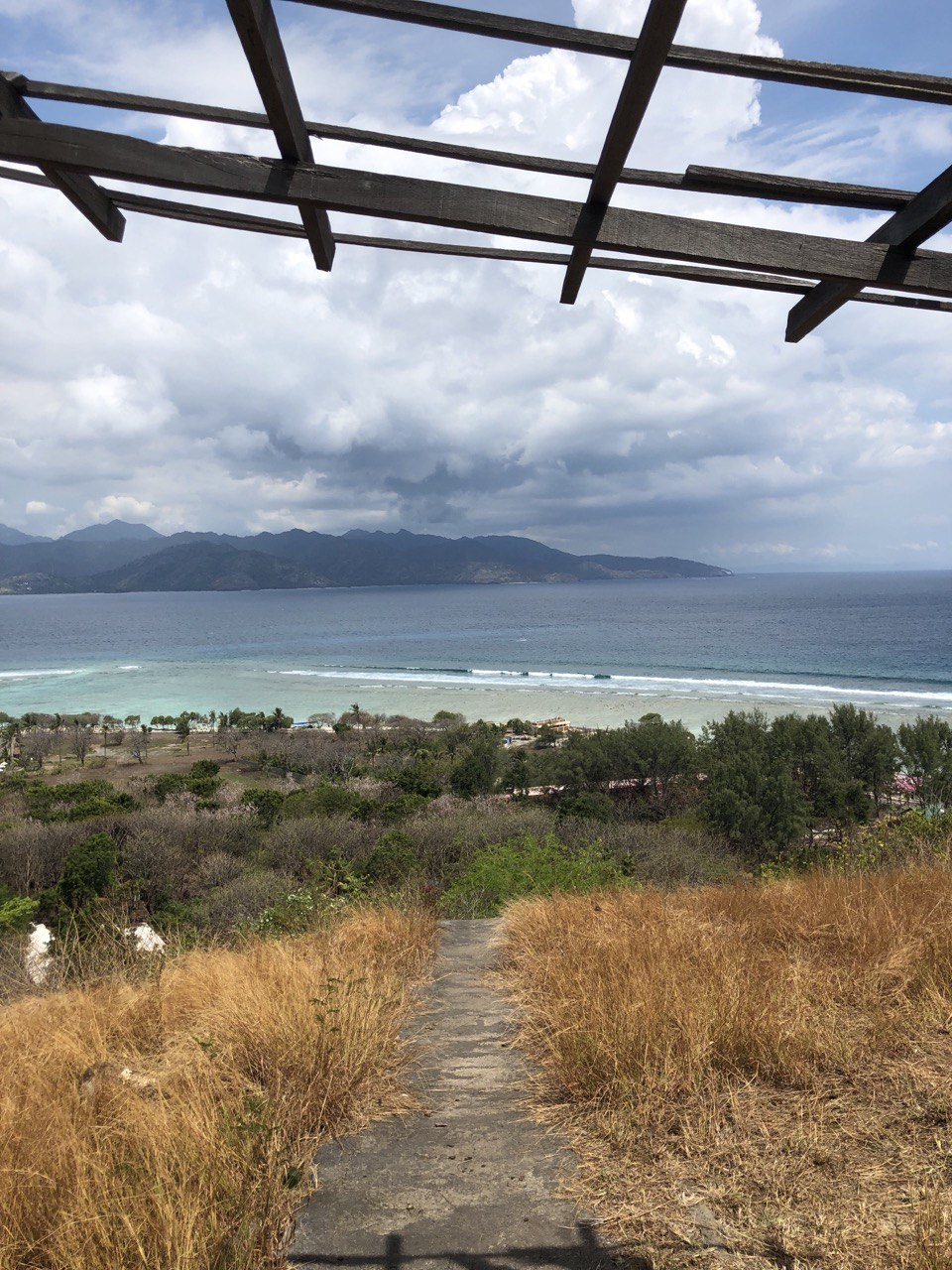
Вид с холма Траванган на Ломбок
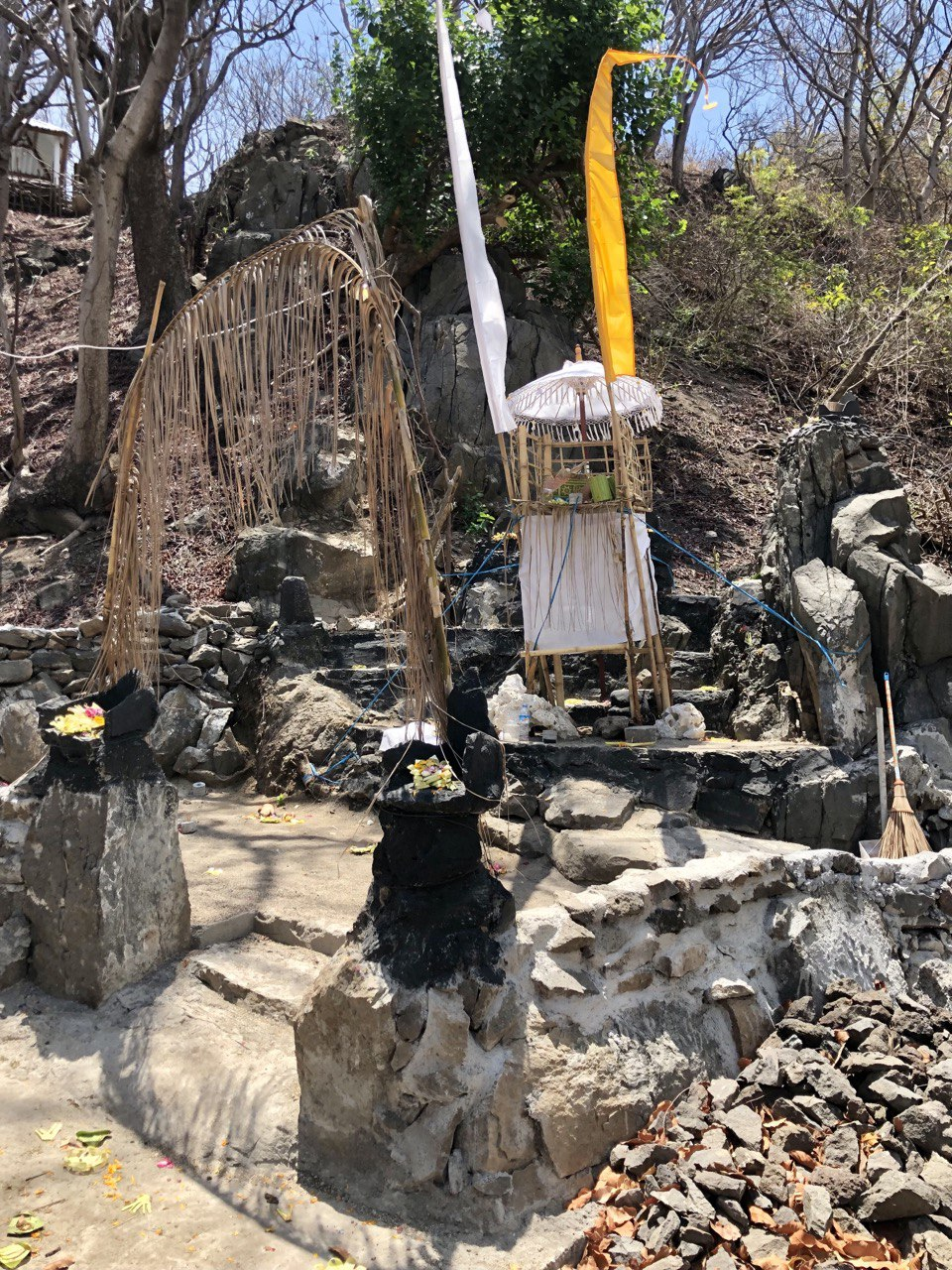
Место поклонения балийцев на Траванган